# Aleuropteridis
Aleuropteridis es un género de hemíptero de la familia Aleyrodidae, con una subfamilia: Aleyrodinae.

## Especies
Las especies de este género son:
- Aleuropteridis eastopi Mound, 1961
- Aleuropteridis filicicola (Newstead, 1911)
- Aleuropteridis hargreavesi Mound, 1961
- Aleuropteridis jamesi Mound, 1961